# Ehrenmal der Sankt Marien-Gemeinde (Lübeck)

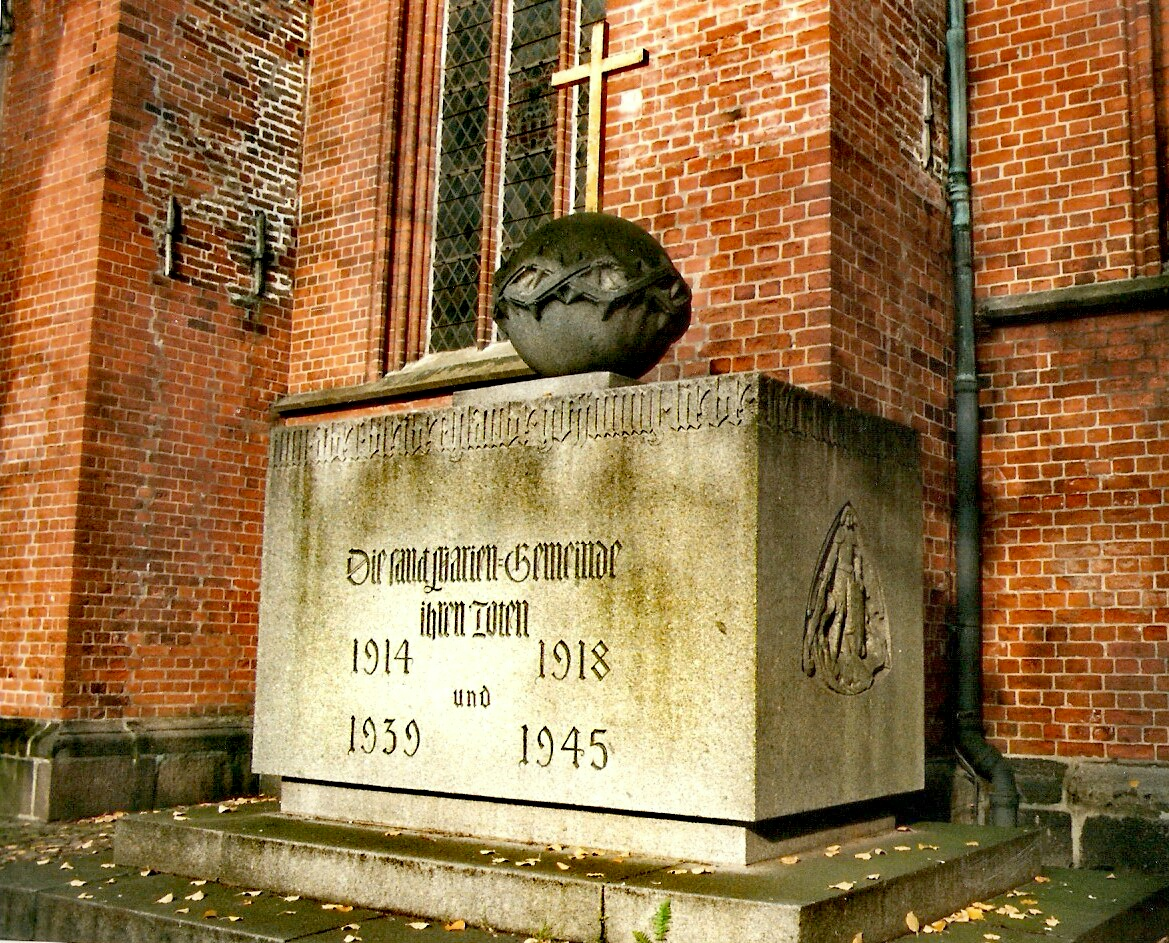
Granitblock

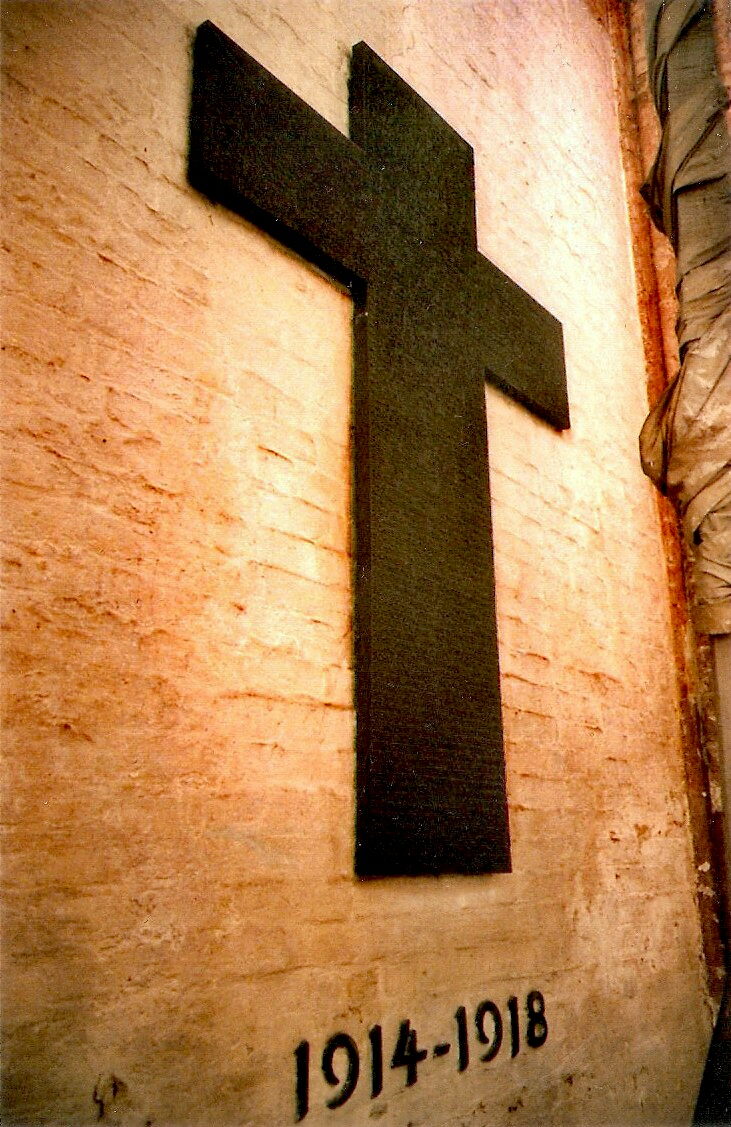
Die in Kreuzform aufgelisteten 318 Kriegsopfer der St. Mariengemeinde zu Lübeck

Das Kriegerehrenmal der Sankt-Marien-Gemeinde zu Lübeck wurde am Totensonntag des Jahres 1929 zum Gedenken der im Ersten Weltkrieg Gefallenen der Gemeinde eingeweiht.

## Vorgeschichte
Die Einleitung zur Schaffung eines Ehrenmals in St. Marien geht schon auf die Kriegsjahre selbst zurück. Man plante den Ausbau einer der größeren Seitenkapellen zu einer Ehrenhalle. Auch andere Vorschläge, die mit dem Ehrenfriedhof in Verbindung standen, wurden gemacht. Die weiteren Hauptkirchen Lübecks schufen im Laufe der Jahre Gedenktafeln oder -kapellen für die aus den Reihen der Gemeindeglieder im Ersten Weltkrieg Gefallenen.
Im Jahre 1920 leitete auch die Marien-Gemeinde die Vorarbeiten zur Schaffung eines Ehrenmals ein. Hier befanden sich bereits eine (1942 zerstörte) Tafel mit den 38 Namen der Gefallenen der Stadt in der Hanseatischen Legion 1813 sowie das Ehrenmal für die 108 Gefallenen der Stadt im Deutsch-Französischen Krieg 1870/71. Anders als bei den Denkmalen des 19. Jahrhunderts in der Kirche, die auf die gesamte Stadt bezogen waren, ging es hier nur noch um die Toten dieser Kirchengemeinde. Das hatte zum einen praktische Gründe – es waren allein 318 Namen nur für die Mariengemeinde, zum anderen spiegelte sich darin die Trennung von kommunaler Gemeinde und Kirchengemeinde nach dem Ende des Landesherrlichen Kirchenregiments wider. Auf die öffentliche Ausschreibung unter den in Lübeck geborenen oder hier wirkenden Künstlern oder Kunstgewerblern wurden 48 Entwürfe von 38 Bewerbern eingereicht, die in der Bürgermeisterkapelle der Kirche öffentlich ausgestellt wurden.
Von der aus Mitgliedern des Kirchenvorstandes und mehreren hiesigen und auswärtigen Kunstsachverständigen gebildeten Jury wurden im Juni 1921 drei Entwürfe zur Prämierung vorgeschlagen, und zwar:
- 1. Preis: Konzept „Niemand hat größere Liebe“ (Architekt Gustav Blohm und Bildhauer Oscar E. Ulmer aus Hamburg)
- 2. Preis: Konzept „Pyramide der Toten“ (Architekten Alfred Runge und Wilhelm Lenschow aus Lübeck und Bildhauer Richard Kuöhl aus Hamburg)
- 3. Preis: Konzept „Deutsches Schwert“ (Architekt Max Meyer aus Lübeck)

Von diesen Entwürfen wurde indes keiner zur Ausführung gewählt, vielmehr zerschlugen sich die Verhandlungen mit den an erster Stelle genannten Bewerbern. Der Entwurf von Ludwig Gies, der einen expressionistischen Christus am Kreuz zeigte und den Gies auf Anregung von Carl Georg Heise ausführte, wurde im Lübecker Dom gezeigt, was zu einem Skandal und der Enthauptung der Christusfigur führte.
Eine lange Unterbrechung trat ein, und erst im Jahre 1927 wurde die Frage der Erschaffung eines Ehrenmals durch eine Projektierung des Bildhauers Kuöhl (Hamburg) erneut aufgenommen. In einem beschränkten Wettbewerb entschied sich der Kirchenvorstand für ein vor der Kirche aufzustellendes Ehrenmal nach dem Entwurf des aus Lübeck stammenden Bildhauers Hermann Joachim Pagels in Berlin und eine im Innern der Kirche aufzustellende Ehrentafel mit den Namen der Gefallenen, für die der ebenfalls aus Lübeck stammende Bildhauer Hans Schwegerle in München einen Entwurf in Kreuzesform geliefert hatte. Schwegerles Entwurf sollte später das Ehrenmal der Nikolai-Gemeinde in der Nikolai-Kirche zu Stralsund werden.
Ein weiterer nicht zur Ausführung gelangter Entwurf bezog sich auf den Ausbau der nördlichen Turmkapelle zu einer Ehrenhalle unter Überführung aller in der Kirche befindlichen Kriegerehrenmale und Fahnen in diese Kapelle.
Nach weiteren langen Verhandlungen, die sich auf die endgültige Ausführung bezogen, gelang es durch in den letzten Wochen besonders beschleunigte Arbeit, beide Kriegerehrungen bis zum Sonntag, dem 24. November 1929, bis auf kleine Nacharbeiten fertigzustellen.

## Denkmal

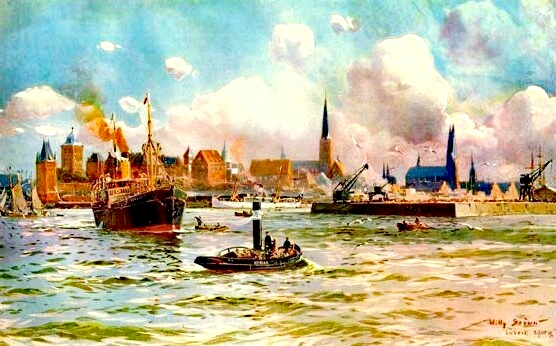
Anlandungsort samt Kran

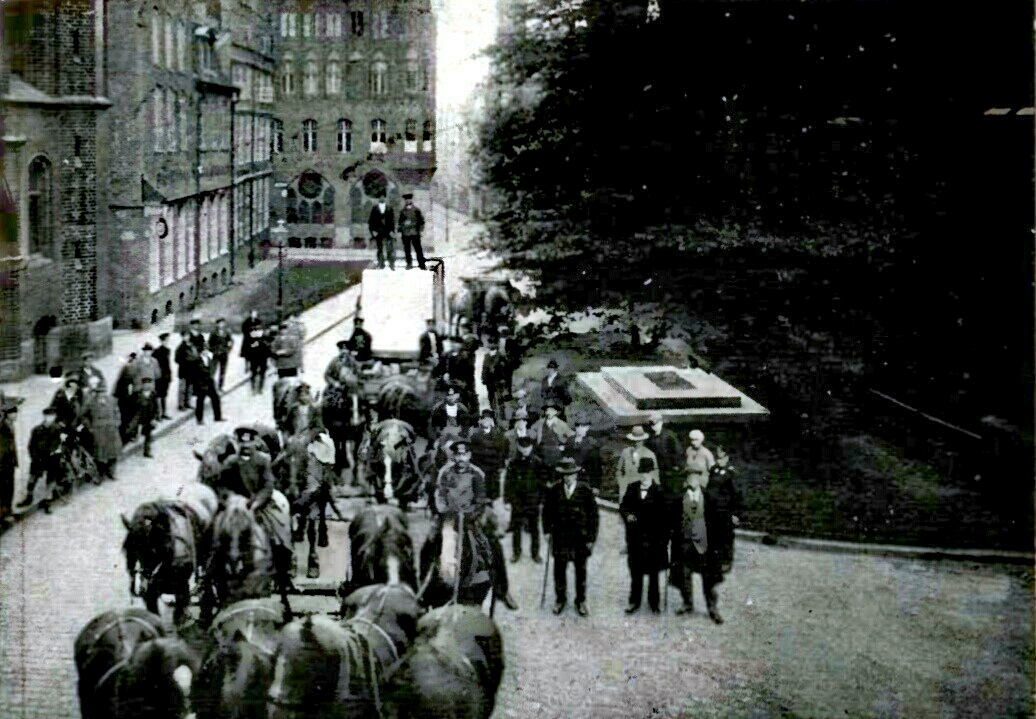
Ankunft des von sechzehn Pferden gezogenen Granitsteines

Der Haupt-Granitblock zum Kriegerehrenmal auf dem Denkmalsplatz

### Granitblock
Das Denkmal besteht aus einem auf einem Stufenunterbau ruhenden auf Wunsch des Denkmalrates ruhenden Hauptblock, der ursprünglich unterhalb des Fensters der Bürgermeisterkapelle stand.
Nachdem man sich zuerst hierfür weder mit bayrischen, badischen noch sächsischen Granitsteinbrüchen einig wurde, sie alle sagten wegen der Transportschwierigkeiten auf dem Landwege ab, erhielten im Herbst 1928, als die schwedischen Karlshälla-Werke bei Karlshamn den Zuschlag.
Der aus Gotländer Granit bestehende Hauptblock erreichte an Bord des Motorseglers Henny am 25. Juni nach dreitägiger Fahrt den Lübecker Hafen unter dem großen 40-Tonnen-Kran auf der Spitze der Wallhalbinsel. Dort wurde er von der Steinhauerfirma Ludwig Bruhn bearbeitet. Das Gestein entspricht etwa dem aus dem 13. Jahrhundert stammenden Grundstein der Kirche selbst. Obwohl es 1929 noch heller als jenes war, kalkulierte man das Nachdunkeln im Laufe der Zeit zu der Farbe jenes Grundsteines ein. Bei näherer Betrachtung zeigt der zu dem Ehrenmal verwandte Granit eine hellgraue Färbung untermischt mit Glimmer. In den Abendstunden werden durch diesen Reflexe hervorgerufen.
Am Sonnabend, dem 5. Oktober 1929, legte der Kirchenvorstand von St. Marien die Urkunde, in der die Vorgeschichte des Ehrenmals für die 318 Kriegsopfer der St. Mariengemeinde zu Lübeck mitgeteilt wird, in den Stufenunterbau des Denkmals unterhalb des Fensters der Bürgermeisterkapelle und am Dienstag, den 8. Oktober, erfolgte die Beförderung des Hauptblocks des Denkmals vom Hafen zum Standport. Der Granitstein, der 23.000 kg wiegt und mit den Seitenlängen von 1,80 m × 2,70 m × 1,57 m ein Volumen von ca. 7,6 Kubikmetern hat, wurde mit einem Kesselwagen der Firma Joachim Parbs und einem Gespann von 16 Pferden transportiert.
In den folgenden Wochen wurden die Bildhauerarbeiten durch den Berliner Bildhauer Moserker auf beiden Seiten des Granitblocks eingehauen und die Schrift durch die Steinmetzen der Firma Bruhn fertiggestellt. Im Anschluss wurde die mit einem Dornenkranz umzogene Weltkugel, welche gleichsam die Trauer der ganzen Welt um die Kriegsopfer andeutet, und das Bronzekreuz, als Zeichen des christlichen Glaubens und Hoffens, aufgesetzt.
Das Denkmal trägt auf der Vorderseite den Bibelspruch 1. Korinther 13,13  als Inschrift:
sowie
(nach dem Zweiten Weltkrieg ergänzt um)

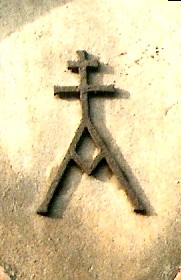
Werkzeichen der St. Marien-Gemeinde zu Lübeck

und auf der Rückseite das Werkzeichen von St. Marien.
Die nach Westen gekehrte Schmalseite trägt das Bildnis des Drachentöters St. Jürgen mit der Inschrift:
Auf der nach Osten gekehrten Schmalseite das Bildnis des Schutzpatrons der Deutschen. St. Michael der den Drachen der Zwietracht symbolisch getötet hat, mit der Inschrift:
Der Granitblock, der auf Kirchengrund steht, ist das einzige Ehrenmal für Gefallene an einem öffentlichen Platz in Lübeck.
Nachdem es in den 1990er Jahren zu einem Treffpunkt für Punks geworden war, wurde es durch ein schmiedeeisernes Gitter vom Marienkirchhof abgetrennt.

### Ehrentafel
Auf den Flächen des Granitblocks waren die Namen der 318 Kriegsopfer von St. Marien schon wegen seines allgemeinen Charakters nicht anbringbar.
Aus diesem Grund wurde im Inneren der Kirche eine große von Prof. Schwegerle modellierte Bronzetafel in Kreuzform aufgestellt. Ursprünglich war ihr Platz in der südöstlichen Chorumgangskapelle für das Ehrenmal vorgesehen gewesen. Auf dem in Erz gegossenen Kreuz wurden in goldenen Lettern die Namen der 318 verzeichnet. Sie wurde am selben Tage eingeweiht. Neben ihr hängt die Ehrentafel mit den Namen der Gefallenen des Lübecker Lehrerseminars.
Die Tafel überstand den Luftangriff auf Lübeck am 29. März 1942, verlor aber die Vergoldung der Namen. Sie ist bis heute erhalten, wenn auch durch eine davor als Dauerleihgabe aufgestellte Installation von Günther Uecker schwer zu finden.

## Einweihung
Während der in Lübeck geborene Schwegerle der Veranstaltung beiwohnte, war Pagels durch eine Verpflichtung in der Villa Hügel zu Essen verhindert.
Neben zahlreichen Senats- und Bürgerschaftsmitgliedern, wie z. B. deren stellvertretender Wortführer Dr. Rudolf Keibel, war der Kirchen- sowie der Denkmalrat geschlossen zugegen. Das Reichswehr Infanterie-Regiment Nr. 6, in dessen 8. Kompanie das Infanterie-Regiment „Lübeck“ (3. Hanseatisches) Nr. 162 fortbestand, und der Landeskriegerverband sowie der Verein inaktiver Offiziere, unter ihnen Otto Dziobek (der nun in Hamburg lebende Verfasser der Lübecker Regimentsgeschichte), waren vertreten. Karl Dieffenbach sowie General von Rettberg, s. Zt. Oberst, konnten ihren Einladungen nicht nachkommen.

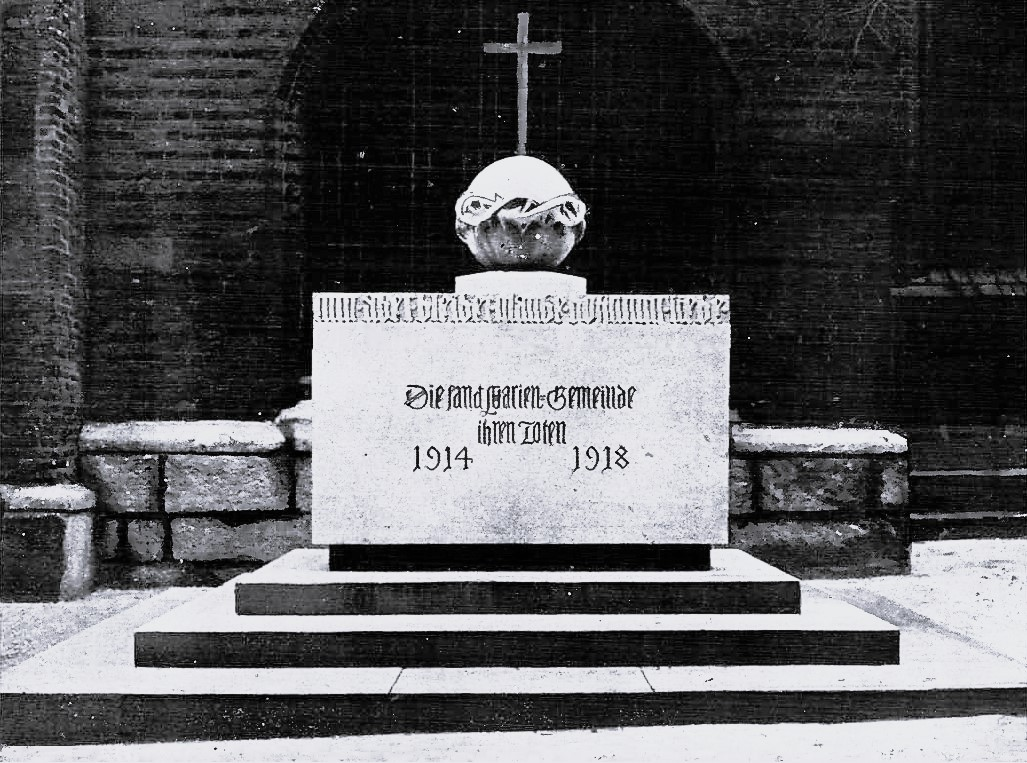
Ehrenmal vor dem Bürgermeisterkapellenfenster

Die Weihe der beiden Ehrenmale erfolgte feierlich in einem Trauergottesdienst am Totensonntag, dem 24. November 1929. Zu jenem Akt gingen den Hinterbliebenen gesonderte Einladungen zu, die ihnen Plätze im Mittelschiff reservierten.
Die Predigt, in der unter anderem die Namen der 318 gefallenen Gemeindemitglieder verlesen wurden, wurde vom Hauptpastor Paul Denker gehalten. Nach Beendigung des Gottesdienstes sammelte sich im nördlichen Seitenschiff die Gemeinde, um dem Kirchenvorstand, den zahlreichen Abordnungen der Körperschaften sowie der Fahnen folgend, um den Chorumgang herum an der Ehrentafel vorüberziehen und aus dem Südportal auf den Kirchplatz zu treten.
Unter Glockengeläut und dem von der Regimentsmusik gespielten Lied Ich hab mich ergeben wurde der Trauerzug auf dem Marienkirchhof empfangen.
Die Uhr schlug elf, als die Feierlichkeiten mit einer stillen Andacht begannen. Dann vollzog der Vorsitzende des Kirchenvorstandes, Herr Dahms, die Enthüllung des Denkmals, wobei die Botschaft des Denkmals so zusammenfasste: Möge es für alle Zeit Zeugnis darüber ablegen, dass unser Geschlecht der teuren Toten unauslöschlich gedenkt.
Den Kranzniederlegungen, z. B. von Senator Eckholdt für die Stadt oder Herrn Schmidt für den Landeskriegerverband, folgte die Weiherede des Pastors Pautke.
Mit dem Lied Ich hatt’ einen Kameraden schloss die Erinnerungs- und Enthüllungsfeier, und ein langer Zug der Hinterbliebenen zog an dem Denkmal vorüber ab.

## Archive
- Stadtarchiv der Hansestadt Lübeck